# Alexander Jurjewitsch Saplinow
Alexander Jurjewitsch Saplinow (russisch Александр Юрьевич Саплинов; * 12. August 1997 in Stary Oskol) ist ein russischer Fußballspieler.

## Karriere
Saplinow begann seine Karriere bei Energomasch Belgorod. Zur Saison 2016/17 rückte er in den Kader der ersten Mannschaft von Belgorod. Für Energomasch kam er zu 39 Einsätzen in der drittklassigen Perwenstwo PFL, in denen er acht Tore erzielte, ehe er seinen Vertrag im März 2018 auflöste. Nach mehreren Monaten ohne Verein wechselte er zur Saison 2018/19 zum ebenfalls drittklassigen PFK Sokol Saratow. In Saratow kam er bis zur Winterpause zu 14 Einsätzen, in denen er sieben Tore machte.
Im Februar 2019 schloss er sich dem Zweitligisten Baltika Kaliningrad an. Sein Debüt in der Perwenstwo FNL gab er im März 2019 gegen Awangard Kursk. Bis Saisonende absolvierte Saplinow in Kaliningrad 13 Zweitligaspiele, in denen er sechs Tore erzielte. Zur Saison 2019/20 wechselte er zum Erstligisten FK Rostow. Sein erstes Spiel in der Premjer-Liga machte er im Juli 2019 gegen Spartak Moskau. In der Saison 2019/20 kam er zu 21 Erstligaeinsätzen. Im August 2020 wurde er innerhalb der Liga an Rotor Wolgograd verliehen. Nach lediglich einem Einsatz für Rotor wurde die Leihe im Januar 2021 vorzeitig beendet und Saplinow kehrte nach Rostow zurück. Bis zum Ende der Saison 2020/21 kam er zu drei Einsätzen für Rostow.
Zur Saison 2021/22 wurde er an den Ligakonkurrenten FK Ufa verliehen. Für Ufa kam er zu 19 Einsätzen in der höchsten Spielklasse, aus der er mit dem Verein zu Saisonende aber abstieg. Zur Saison 2022/23 wurde Saplinow ein drittes Mal verliehen, diesmal an den Zweitligisten Rubin Kasan.